# Emilie Hopmann
Emilie Hopmann, née le (24 février 1845 à Neuwied et morte le 12 août 1926 à Bad Godesberg, est la fondatrice et première présidente de l'Association des femmes catholiques allemandes (KDBF) en 1903. A travers cette association et les nombreuses autres dans lesquelles elle est active, elle contribue à l'engagement social et caritatif et à l'amélioration de la situation sociale et économique des jeunes filles et des femmes, dans un contexte catholique.

## Biographie

### Enfance et formation
Emilie Hoestermann est née à Neuwied le 24 février 1845. Elle est l'aînée des deux enfants de l'avocat Gustav Eugen Hoestermann (1818-1853) et d'Ernestine Petri (1822-1898). Après la mort prématurée de son mari, Ernestine Hoestermann s'installe à Cologne avec ses enfants Emilie et Karl Eugen.
Emilie Hoestermann reçoit l'éducation habituelle des filles de sa condition : après des cours particuliers et la fréquentation d'un lycée pour filles, elle apprend à gérer une maison auprès de sa tante à Bonn.
Elle rencontre à Bonn le camarade de son frère, l'étudiant en médecine Karl Melchior Hopmann (1844-1925), qu'elle épouse en 1872. Ils ont dix enfants, dont quatre meurent avant leurs parents.

### Engagement associatif
Malgré sa nombreuse famille, Emilie Hopmann s'engage dans le travail bénévole, social et caritatif. Elle soutient les soins médicaux gratuits offerts par son mari aux patients pauvres. En collaboration avec d'autres femmes catholiques, elle crée une école pour adolescentes et prend la présidence du Verein für katholische Ladnerinnen (Association des vendeuses catholiques) fondé en 1897 et soutient la création du Verband katholischer kaufmännischer Gehülfinnen Deutschlands (Association des assistantes commerciales catholiques d'Allemagne) le 17 juillet 1901 à Aix-la-Chapelle, qui s'adresse plus généralement à toutes les jeunes femmes exerçant des professions similaires peu rémunérées, comme comptables, chapelières ou téléphonistes,.
Emilie Hopmann s'engage également dans d'autres associations comme l'Association des femmes de la paroisse Saint-André de Cologne, l'Association du Bon Pasteur, l'Association catholique de protection des filles et des femmes. Elle accueille à plusieurs reprises des étudiantes sociales dans sa famille, estimant que la meilleure éducation se donne dans une  « bonne famille », comme la sienne.

#### L'Association des femmes catholiques allemandes
Emilie Hopmann fonde le Katholischer Frauenbund Deutschlands (depuis 1983, Katholischer Deutscher Frauenbund Association des femmes catholiques allemandes, KDFB) le 16 novembre 1903 avec Minna Bachem-Sieger et Hedwig Dransfeld. Emilie Hopmann en est la première présidente, son statut de mère de famille nombreuse contribuant à la légitimité de l'association. Le conseil d'administration comprend Jeanne Trimborn, Marita Loersch et Agnes Neuhaus,.
Malgré des difficultés rencontrées avec l'archevêque de Cologne, le cardinal Antonius Fischer qui ne veut pas reconnaitre l'association, un accord est finalement trouvé, les femmes se soumettant à l'autorité de l'Église et le 8 juin 1904, l'association peut commencer ses travaux.
La première assemblée générale se tient à Francfort-sur-le-Main du 6 au 8 novembre 1904. A cette époque, l'Association des femmes catholiques allemandes compte déjà 1 517 membres et dix associations affiliées.
Emilie Hopmann est décorée de la médaille d'or « Pro Ecclesia et Pontifice » par le pape Pie X en 1910.
En 1912, elle démissionne de son poste de présidente mais en reste présidente d'honneur à vie. La présidence revient alors à Hedwig Dransfeld.
Emilie Hopmann participe à la fondation de la branche de Cologne du Frauenbund der Deutschen Kolonialgesellschaft (Association des femmes de la société coloniale allemande) en 1910, et fait partie de son conseil d'administration. Cette association soutient la politique coloniale raciste de l’époque et prodigue conseils et soutien aux jeunes filles et femmes allemandes qui souhaitent s’installer dans les colonies de l’Empire allemand,.

### Fin de vie
Emilie Hopmann décède le 12 août 1926 à Bad Godesberg et est enterrée quelques jours plus tard au cimetière Melaten de Cologne.